# Maria Elisabetta Mazza
Maria Elisabetta Mazza (Martinengo, 21 gennaio 1886 – Bergamo, 29 agosto 1950) è stata una religiosa italiana, fondatrice della Congregazione delle Piccole apostole della scuola cristiana.

## Biografia
Il campo privilegiato della sua attività fu l'ambiente scolastico.
Insegnante elementare dal 1911, Maria Elisabetta Mazza ricoprì un ruolo dirigenziale in seno all'associazione magistrale cattolica "Niccolò Tommaseo", che contribuì a far risorgere nel primo dopoguerra. In tale periodo contribuì anche a dare impulso ad istituzioni quali il patronato e la mutualità scolastica;  progettò una nuova istituzione religiosa di maestre, che chiamò Congregazione delle piccole apostole della scuola cristiana, attraverso la quale si proponeva di operare in profondità nella società, soprattutto nel campo della scuola, a favore della gioventù.
Nel secondo dopoguerra appoggiò la rinascita della soppressa "Nicolò Tommaseo", che prese il nome di Associazione italiana maestri cattolici, e gestì le colonie di Camogli, Riccione e Cesenatico della Solidarietà nazionale, del Patronato scolastico e del Centro italiano femminile.
Morì nel 1950, di ritorno dalla colonia marina di Cesenatico.

## Culto
La fase diocesana della sua causa di beatificazione si è svolta a Bergamo dal 9 maggio 1989 al 4 dicembre 1992. Il 7 luglio 2017 papa Francesco ha approvato il decreto che sancisce l’esercizio delle virtù cristiane in grado eroico da parte di Maria Elisabetta Mazza, diventata quindi Venerabile.

## Opere
- Maria Elisabetta Mazza, Diario spirituale, a cura di card. Pietro Palazzini, Roma, Benedictina Editrice, 1994.
- Maria Elisabetta Mazza, Lettere ai direttori spirituali, Roma, Benedictina Editrice, 1993.